# Vedašić (Tomislavgrad)
Vedašić es un pueblo de la municipalidad de Tomislavgrad, en Bosnia y Herzegovina.

## Superficie
Posee una superficie de 18,31 kilómetros cuadrados.

## Demografía
Hasta 2013 la población era de 547 habitantes.